# ドンキーコングJR.の算数遊び
『ドンキーコングJR.の算数遊び』（ドンキーコングジュニアのさんすうあそび）は、1983年12月12日に任天堂から発売されたファミリーコンピュータ用ゲームソフトである。ゲーム中のタイトル表記は「さんすうあそび」。公称ジャンルは「算数アクション」で、固定画面型のアクションゲームをベースにした教育ソフトウェアである。
後に日本国外にて『Donkey Kong Jr. Math』のタイトルで発売された。

## 概要
『ポパイの英語遊び』に続く「楽しみながら勉強できる」ゲームの第2弾で、『ドンキーコングJR.』のゲームシステムとグラフィックを使った教育用ゲーム。「CALCULATE A」、「CALCULATE B」、「＋－×÷EXERCISE」の3つのゲームモードがある。
本作にはドンキーコングJr.とドンキーコング、ニットピッカー（カラス）は登場するが、『ドンキーコングJR.』で敵役だったマリオは登場しない。
どうぶつの森シリーズ（『どうぶつの森』『どうぶつの森+』『どうぶつの森e+』）のファミコン家具としてプレイ可能。ただし、『どうぶつの森+』では日本版、『どうぶつの森e+』では海外版のROMになっている。

## ゲーム内容
操作は『ドンキーコングJR.』と同様だが、ツルを1本しかつかめなくなっており、つねに上りは遅く下りは速い。

### CALCULATE A, B
CALCURATE AおよびBは2人用で、『ドンキーコングJR.』の1面を元に構成。プレイヤー1は通常の『ドンキーコングJR.』と同じ茶色、プレイヤー2はピンク色のジュニアを動かす。パパ・コングが数字を示し、それに見合う計算結果になるように鎖の間にある数字と、島の上にある計算記号を交互に取るというもの。
課題の数字はAが2桁、Bは負数も含め3桁。一度に計算できる数字は1桁ずつに限られるため、課題によっては何度も計算しなければならない。つまり一度の計算結果だけで課題の数値に到達する必要はない。また、水に落ちるとスタート地点に戻されるが、計算式はそのまま保持される。
また数字は1から9の各数字が2つずつランダムに配置されるが画面の左右どちらかに偏っていることもあり、島の上にある計算記号を取ると別の島に動くため、数字や計算記号の奪い合いになり、アクションゲームとしての対戦の要素も持っている。計算問題の数値に達するとご褒美のリンゴが貰え、問題が変わる。リンゴを先に5個集めた方の勝ち。

### ＋－×÷EXERCISE
＋－×÷EXERCISEは1人用で、『ドンキーコングJR.』の4面を元に構成。鎖につかまるとその高さによって各桁の数値が動き、これで筆算を解き計算結果を示すというもの。最後に一桁目を入力し終わった後、外に向かって飛び降りる（『ドンキーコングJR.』ではミスになるような高さから飛び降りても良い）。
計算結果があっていればご褒美に鳥の卵がもらえ、間違えればミスとなる。
どうしてもわからない問題は、?印の鍵を差し込むことによって解答が出るが、ご褒美の卵はもらえない。全10問。キャラクターの操作は単に数値の入力の手段に過ぎず、アクションゲーム性はほとんど無い。

## 移植版
| No. | タイトル                                      | 発売日                                   | 対応機種               | 開発元 | 発売元   | メディア                              | 型式 | 売上本数 | 備考                   |
| --- | --------------------------------------------- | ---------------------------------------- | ---------------------- | ------ | -------- | ------------------------------------- | ---- | -------- | ---------------------- |
| 1   | ドンキーコングJR. & JR.算数レッスン           | 1983年10月                               | ファミリーコンピュータ | 任天堂 | シャープ | ロムカセット                          | -    | -        | ファミコンテレビC1同梱 |
| 2   | ドンキーコングJR.の算数遊び                   | 2007年3月27日 2007年4月20日 2007年9月3日 | Wii                    | 任天堂 | 任天堂   | ダウンロード （バーチャルコンソール） | -    | -        |                        |
| 3   | ドンキーコングJR.の算数遊び                   | 2014年8月28日 2015年4月16日              | Wii U                  | 任天堂 | 任天堂   | ダウンロード （バーチャルコンソール） | -    | -        |                        |
| 4   | ファミリーコンピュータ Nintendo Switch Online | 2024年7月4日                             | Nintendo Switch        | 任天堂 | 任天堂   | ダウンロード                          | -    | -        |                        |

### ファミコンテレビC1同梱版
シャープより発売されていたファミコンテレビC1の同梱ソフト（非売品）。『ドンキーコングJR.』と本作の2本を元にした簡易版のカップリング作品。本作は「＋－×÷EXERCISE」に相当する部分のみ収録。

## スタッフ
- エグゼクティブ・プロデューサー：山内溥
- プロデューサー：上村雅之
- プログラム：中郷俊彦
- 音楽：兼岡行男

## 備考
本作は『ポパイの英語遊び』に続くファミコンの教育ソフト第2弾であり、発売時点では以下の後続タイトルも開発されていたが発売中止となったため本作が事実上のシリーズ最終作となっている。

### ドンキーコングの音楽遊び
任天堂は1983年7月のファミコン本体の発売と同時に店頭で配布したチラシにおいて「昭和58年12月までに発売する専用カセット」として年内に発売するタイトルを店頭配布のチラシなどで公表していた。このチラシで一番上に載っているソフトは『ドンキーコングの音楽遊び』で、画面写真も載っておりかなり完成に近い状態であったとみられるが、発売されなかった。
また、ファミコン本体初期バージョン（コントローラのボタンがゴム製で四角いタイプ）の外箱でも本体の周囲に10本のカセットを並べた写真が見られ、このうち9本は実際に発売されたカセットに対応しており、左上から2本目にある対応する色がない赤いカセットが『音楽遊び』（開発時仮題『音楽教室』）なのではないかともされるが、任天堂はITmediaの取材に対し「イメージとして載せられたもの」であり『音楽遊び』を含む特定タイトルを指しているものではないと回答している。
当時のチラシに掲載されていた説明によれば『音楽遊び』は「MUSIC QUIZ」と「DONKEY BAND」の2つのモードがあり、このうち「MUSIC QUIZ」はマリオを操作して制限時間内に画面上の楽譜に対応した音の鍵盤を弾き、曲を完成させるのが目的とされる。また「DONKEY BAND」は本体IIコントローラのマイクでカラオケが楽しめることをセールスポイントとしていた。
チラシには「犬のおまわりさん」「線路は続くよどこまでも」の2曲が載っている。任天堂は発売中止の理由について明言していないが、元ハドソン社員の桜田名人は在職中に開発用サンプルとして社内にあった『音楽遊び』をプレイしたことがあり、Twitterで「ゲーム性に乏しかった」と語っているほか、当時を知る関係者から聞いた話として「ゲーム中に収録されていた松田聖子の曲の版権問題が発売中止の直接の原因」だとしている。また、初期タイトルと言うこともありROM容量の不足で収録曲が僅少にならざるを得ず「算数遊びや英語遊びに比較すると容量の食う音楽遊びは無理があったのだろう」としている。これに対して元『ファミリーコンピュータMagazine』編集長の山本直人は、本体IIコントローラマイクの認識の問題からゲームに搭載される予定だったカラオケモードが製品化の域に達しなかったのが発売中止の主要因であるとコメントしている。『音楽教室』の名前が載っているチラシは任天堂の公式番組『ファミコントークショップ コバヤシ玩具店 第6回』でも紹介された。